# Simon Fourcade
Simon Fourcade (Perpignan, 1984. április 25. –) francia sílövő. A hivatásos katona sportoló 1998-óta foglalkozik a sílövészettel. 
Pályafutása első éveiben főleg az Európa-kupában, az Európa-bajnokságon és a Junior világbajnokságon indult. Junior világbajnokságon 2002 és 2005 között nyolc alkalommal állhatott fel a dobogóra: négy-négy első és második helyet szerezve.
A felnőtt világkupában 2004-ben mutatkozott be. A sorozatot összetettben 2008/2009-ben zárta a legjobb helyen, a tizenötödik pozícióban. 
Világbajnokságra 2006-ban nevezte először a francia sílövő szövetség, ekkor a tizenegyedik helyen végzett a váltóval. Dobogóra egy alkalommal, 2009-ben, állhatott, amikor a vegyes váltóval az első helyen ért célba.

## Eredményei

### Olimpia
| Év   | Világbajnokság | Versenyszám | Versenyszám | Versenyszám   | Versenyszám | Versenyszám | Versenyszám |
| Év   | Világbajnokság | Egyéni      | Sprint      | Üldözőverseny | Tömegrajtos | Váltó       |             |
| ---- | -------------- | ----------- | ----------- | ------------- | ----------- | ----------- | ----------- |
| 2006 | Torino         | 31          | ----        | ----          | ----        | ----        |             |
| 2010 | Vancouver      | 40          | 71          | ----          | 14          | 6           |             |

### Világbajnokság
| Év   | Világbajnokság     | Versenyszám | Versenyszám | Versenyszám   | Versenyszám | Versenyszám | Versenyszám  |
| Év   | Világbajnokság     | Egyéni      | Sprint      | Üldözőverseny | Tömegrajtos | Váltó       | Vegyes váltó |
| ---- | ------------------ | ----------- | ----------- | ------------- | ----------- | ----------- | ------------ |
| 2006 | Pokljuka           | ----        | ----        | ----          | ----        | ----        | 11           |
| 2007 | Antholz-Anterselva | 8           | 37          | 25            | 8           | 10          | ----         |
| 2008 | Östersund          | 4           | 20          | 6             | 27          | 5           | ----         |
| 2009 | Phjongcshang       | 4           | 6           | 10            | 9           | 4           | 1            |
| 2010 | Hanti-Manszijszk   | ----        | ----        | ----          | ----        | ----        | 5            |

### Világkupa
| Helyezés | 79 | 49 | 23 | 17 | 15 | 7 |

| 2006/07    | | Lahti Egyéni                                                                                                | |
| 2007/08    | | | Phjongcshang Vegyes váltó                                                                             |
| 2008/09    | Phjongcshang Vegyes váltó (VB)                                                                        | Vancouver Váltó                                                                                             | Östersund Sprint Hochfilzen Váltó                                                                     |
| 2009/10    | Östersund Váltó                                                                                       | Pokljuka Egyéni Oberhof Váltó                                                                               | |
| 2010/11    | | | |
| 2011/12    | Antholz-Anterselva Váltó                                                                              | Oberhof Sprint Oberhof Tömegrajtos Nové Město na Moravě Sprint Ruhpolding Egyéni (VB) Ruhpolding Váltó (VB) | Hochfilzen Váltó Hochfilzen Vegyes váltó Hochfilzen Üldözőverseny                                     |
| Összesítés | Egyéni: 0 Sprint: 0 Üldözőverseny: 0 Tömegrajtos: 0 Váltó: 2 Vegyes váltó: 1 ------------ Összesen: 3 | Egyéni: 3 Sprint: 2 Üldözőverseny: 0 Tömegrajtos: 1 Váltó: 3 Vegyes váltó: 0 ------------ Összesen: 9       | Egyéni: 0 Sprint: 1 Üldözőverseny: 0 Tömegrajtos: 1 Váltó: 2 Vegyes váltó: 2 ------------ Összesen: 6 |